# فرودگاه صحرایی الینگتن
فرودگاه صحرایی الینگتن (به انگلیسی: Ellington Field Joint Reserve Base) یک فرودگاه است . این فرودگاه در شهر هیوستون کشور ایالات متحده آمریکا قرار دارد .